# San José (canton)
Pour les articles homonymes, voir San José.
San José est le nom du premier canton dans la province de San José au Costa Rica. Il couvre une superficie de 44,62 km2, pour une population de 309 672 habitants. La chef-lieu du canton est la ville de San José.

## Composition
Le canton de San José est divisé en 11 districts  (distritos) :
| District                  | Code postal | Alt. (m) | Superficie (km2) | Pop. (2011) | Coordonnées                 |
| ------------------------- | --- | -------- | ---------------- | ----------- | --------------------------- |
| Carmen                    | 10101 | 1 156    | 1.49             | 2 702       | 9° 56′ 08″ N, 84° 04′ 30″ O |
| Carmen                    | Barrios: Amón, Aranjuez, California (part), Carmen, Empalme, Escalante, Otoya |          |                  |             |                             |
| Merced                    | 10102 | 1 154    | 2.29             | 12 257      | 9° 56′ 11″ N, 84° 04′ 58″ O |
| Merced                    | Barrios: Bajos de la Unión, Claret, Cocacola, Iglesias Flores, Mantica, México, Paso de la Vaca, Pitahaya |          |                  |             |                             |
| Hospital                  | 10103 | 1 160    | 3.38             | 19 270      | 9° 56′ 00″ N, 84° 05′ 01″ O |
| Hospital                  | Barrios: Almendares, Ángeles, Bolívar, Carit, Colón (part), Corazón de Jesús, Cristo Rey, Cuba, Dolorosa (part), Merced, Pacífico (part), Pinos, Salubridad, San Bosco, San Francisco, Santa Lucía, Silos |          |                  |             |                             |
| Catedral                  | 10104 | 1 161    | 2.31             | 12 936      | 9° 55′ 28″ N, 84° 04′ 31″ O |
| Catedral                  | Barrios: Bellavista, California (part), Carlos María Jiménez, Dolorosa (part), Dos Pinos, Francisco Peralta (part), González Lahmann, González Víquez, Güell, La Cruz, Lomas de Ocloro, Luján, Milflor, Naciones Unidas, Pacífico (part), San Cayetano (part), Soledad, Tabacalera, Vasconia                                                                 |          |                  |             |                             |
| Zapote                    | 10105 | 1 176    | 2.85             | 18 679      | 9° 55′ 12″ N, 84° 03′ 12″ O |
| Zapote                    | Barrios: Alborada, Calderón Muñoz, Cerrito, Córdoba, Gloria, Jardín, Luisas, Mangos, Montealegre, Moreno Cañas, Quesada Durán, San Dimas, San Gerardo (part), Trébol, Ujarrás, Vista Hermosa, Yoses Sur, Zapote (center) |          |                  |             |                             |
| San Francisco de Dos Rios | 10106 | 1 168    | 2.68             | 20 209      | 9° 54′ 28″ N, 84° 03′ 18″ O |
| San Francisco de Dos Rios | Barrios: Ahogados (part), Bosque, Cabañas, Camelias, Coopeguaria, Faro, Fátima, Hispano, I Griega, Lincoln, Lomas de San Francisco, Maalot, Méndez, Pacífica, San Francisco de Dos Ríos (center), Sauces, Saucitos, Zurquí |          |                  |             |                             |
| Uruca                     | 10107 | 1 112    | 8.35             | 31 728      | 9° 56′ 55″ N, 84° 05′ 56″ O |
| Uruca                     | Barrios: Alborada, Ánimas, Árboles, Bajos del Torres, Carranza, Corazón de Jesús, Cristal, Carvajal Castro, Jardines de Autopista, La Caja, La Carpio, Magnolia, Marimil, Monserrat, Peregrina, Robledal, Rossiter Carballo, Santander, Saturno, Uruca (center), Vuelta del Virilla                                                                          |          |                  |             |                             |
| Mata Redonda              | 10108 | 1 125    | 3.68             | 8 313       | 9° 56′ 11″ N, 84° 06′ 28″ O |
| Mata Redonda              | Barrios: Américas, Bajo Cañada (part), Balcón Verde, Colón (part), Del Pino, Holanda, La Luisa, La Salle, Lomalinda, Morenos, Niza, Rancho Luna, Rohrmoser (part), Roma, Sabana, Tovar |          |                  |             |                             |
| Pavas                     | 10109 | 1 044    | 9.34             | 71 384      | 9° 56′ 33″ N, 84° 07′ 49″ O |
| Pavas                     | Barrios: Alfa, Asturias, Asunción, Bribrí, Favorita Norte, Favorita Sur, Galicia, Geroma, Hispania, Libertad, Lomas del Río, Llanos del Sol, María Reina, Metrópolis, Navarra, Pavas (center), Pueblo Nuevo, Residencial del Oeste, Rincón Grande, Rohrmoser (part), Rotonda, San Pedro, Santa Bárbara, Santa Catalina, Santa Fé, Triángulo, Villa Esperanza |          |                  |             |                             |
| Hatillo                   | 10110 | 1 125    | 4.27             | 50 511      | 9° 54′ 58″ N, 84° 05′ 47″ O |
| Hatillo                   | Barrios: Bajo Cañada (part), Belgrano, Hatillo Centro, Hatillo 1, Hatillo 2, Hatillo 3, Hatillo 4, Hatillo 5, Hatillo 6, Hatillo 7, Hatillo 8, Quince de Setiembre, Sagrada Familia, Tiribí, Topacio, Veinticinco de Julio, Vivienda en Marcha |          |                  |             |                             |
| San Sebastian             | 10111 | 1 125    | 3.98             | 40 065      | 9° 54′ 40″ N, 84° 05′ 06″ O |
| San Sebastian             | Barrios: Bengala, Bilbao, Cañada del Sur, Carmen, Cascajal, Cerro Azul, Colombari, Domingo Savio, Guacamaya, Jazmín, Las Margaritas, Kennedy, López Mateos, Luna Park, Martínez, Mojados, Mongito, Monte Azúl, Musmanni, Paso Ancho, Presidentes, San Cayetano (part), San Martín, San Sebastián (center), Santa Rosa, Seminario, Zorobarú.                  |          |                  |             |                             |